# Eric Maxim Choupo-Moting
Jean-Eric Maxim Choupo-Moting (n. 23 martie 1989, Hamburg, RFG) este un fotbalist camerunez și german, care joacă pe post de atacant la New York Red Bulls în Major League Soccer. Pe plan internațional, are prezențe la națională pentru Germania Sub-21⁠(d), Camerun, Germania U19⁠(d), Germania U18⁠(d) și Germania U20⁠(d). A reprezentat Camerunul la două campionate mondiale de fotbal.

## Cariera internațională
| Camerun | Camerun | Camerun | Camerun |
| An      | Ap.     | Goluri  | Ref.    |
| ------- | ------- | ------- | ------- |
| 2010    | 6       | 2       | [ 5 ]   |
| 2011    | 7       | 2       | [ 5 ]   |
| 2012    | 6       | 5       | [ 5 ]   |
| 2013    | 3       | 0       | [ 5 ]   |
| 2014    | 12      | 3       | [ 5 ]   |
| 2015    | 7       | 0       | [ 5 ]   |
| 2016    | 1       | 1       | [ 5 ]   |
| Total   | 42      | 13      | [ 5 ]   |

### Goluri internaționale
Actualizat la 30 mai 2016.
| Nr. | Data              | Stadion                                      | Selecția | Adversar          | Scor | Rezultat | Competiția                                   |
| --- | ----------------- | -------------------------------------------- | -------- | ----------------- | ---- | -------- | -------------------------------------------- |
| 1   | 5 iunie 2010      | Stadionul Partizan, Belgrad, Serbia          | 2        | Serbia            | 3–4  | 3–4      | Meci amical                                  |
| 2   | 4 septembrie 2010 | Stade Anjalay, Belle Vue, Mauritius          | 6        | Mauritius         | 3–1  | 3–1      | Preliminariile Cupei Africii pe Națiuni 2012 |
| 3   | 3 septembrie 2011 | Stade Ahmadou Ahidjo, Yaoundé, Camerun       | 11       | Mauritius         | 5–0  | 5–0      | Preliminariile Cupei Africii pe Națiuni 2012 |
| 4   | 7 octombrie 2011  | Stade des Martyrs, Kinshasa, RD Congo        | 12       | RD Congo          | 3–2  | 3–2      | Preliminariile Cupei Africii pe Națiuni 2012 |
| 5   | 29 februarie 2012 | Estádio Lino Correia, Bissau, Guinea-Bissau  | 14       | Guinea-Bissau     | 1–0  | 1–0      | Preliminariile Cupei Africii pe Națiuni 2013 |
| 6   | 26 mai 2012       | Stade Armand Micheletti, Amanvillers, Franța | 15       | Guineea           | 1–0  | 2–1      | Meci amical                                  |
| 7   | 26 mai 2012       | Stade Armand Micheletti, Amanvillers, Franța | 15       | Guineea           | 2–1  | 2–1      | Meci amical                                  |
| 8   | 2 iunie 2012      | Stade Ahmadou Ahidjo, Yaoundé, Camerun       | 16       | RD Congo          | 1–0  | 1–0      | Preliminariile Cupei Africii pe Națiuni 2014 |
| 9   | 10 iunie 2012     | Stade Taïeb Mhiri, Sfax, Tunisia             | 17       | Libia             | 1–1  | 1–2      | Preliminariile Cupei Africii pe Națiuni 2014 |
| 10  | 26 mai 2014       | Kufstein-Arena, Kufstein, Austria            | 24       | Macedonia de Nord | 2–0  | 2–0      | Meci amical                                  |
| 11  | 29 mai 2014       | Kufstein-Arena, Kufstein, Austria            | 25       | Paraguay          | 1–2  | 1–2      | Meci amical                                  |
| 12  | 1 iunie 2014      | Borussia-Park, Mönchengladbach, Germania     | 26       | Germania          | 2–2  | 2–2      | Meci amical                                  |
| 13  | 30 mai 2016       | Stade de la Beaujoire, Nantes, Franța        | 42       | Franța            | 2–2  | 2–3      | Meci amical                                  |

## Palmares

### Individual
- Medalia Fritz Walter: U18, argint, 2007[7]

## Viața personală
Născut în Altona, Hamburg, Choupo-Moting a absolvit Gymnasium Altona. Mama sa este germană, iar tatăl camerunez.
Eric Maxim Choupo-Moting este căsătorit cu nemțoaica Nevin Choupo-Moting. Cei doi au împreună un fiu, Liam, născut pe 17 octombrie 2013.

## Legături externe
- Eric Maxim Choupo-Moting Arhivat în 26 august 2014, la Wayback Machine. at schalke04.de de
- de Eric Maxim Choupo-Moting la fussballdaten.de
- Eric Maxim Choupo-Moting pe site-ul National-Football-Teams.com